# Quatre morceaux pour piano
Quatre morceaux pour piano is een verzameling werkjes van Christian Sinding. Na een relatief groot werk al seen symfonie pikte Sinding de draad weer op met muziek voor piano solo.
De vier werkjes in dit bundeltje zijn:
1. Aube (non troppo lento)
2. Rivage (allegretto) (As majeur)
3. Décision (marcato) (Des majeur)
4. Joie (deciso) (G majeur)